# Zurzach
Zurzach (gsw. Zùùrzi) – gmina (niem. Einwohnergemeinde) w Szwajcarii, w kantonie Argowia, siedziba administracyjna okręgu Zurzach. Liczy 8 476 mieszkańców (31 grudnia 2020). Leży nad Renem.
Powstała 1 stycznia 2022 z połączenia ośmiu gmin: Bad Zurzach, Baldingen, Böbikon, Kaiserstuhl, Rekingen, Rietheim, Rümikon oraz Wislikofen.